# Isabel German
Isabel German va ser una ermitana anglesa del segle XV.
Va ser una ermitana que va estar 28 anys en una habitació sense contacte humà directe. Les restes del seu cos es van localitzar el 2007 en una posició rara, ajupida, enterrada en un petit espai al darrere de l'altar de l'Església de Tots Sants de Fishergate, a York.
Arqueòlegs de la Universitat de Sheffield van atribuir l'esquelet SK3870 a l'anacoreta, i van apuntar que la tomba a l'absis indica que es considerava una dona d'alt estatus. Les investigacions conclouen que va patir sífilis, una malaltia que habitualment es transmet a través de les relacions sexuals i que pot estar inactiva durant dècades, en aquest cas podria haver estat inactiva els 28 anys de reclusió.
Els investigadors van apuntar que la dona s'hauria pogut decidir a iniciar la seva vida d'anacoreta després d'haver tingut relacions sexuals consensuades o no consensuades. Probablement, la malaltia va acabar afectant tot el seu cos i provocant problemes neurològics. L'anàlisi de les restes també va indicar que tenia artritis sèptica. Les dades obtingudes permeten suposar que va ser vista com un profeta vivent al seu temps.